# 楊方江
杨方江，广东海阳县人。清朝官员。同进士出身。
雍正三年（1725年）曾任福建邵武府建宁县知县。雍正五年（1727年）中式丁未科三甲进士。